# Hertelidea aspera
Hertelidea aspera är en lavart som först beskrevs av Johannes Müller Argoviensis, och fick sitt nu gällande namn av Kantvilas & Elix. Hertelidea aspera ingår i släktet Hertelidea och familjen Stereocaulaceae.   Inga underarter finns listade i Catalogue of Life.